# Gina Amendola
Gina Amendola, all'anagrafe Luigina Amendola (Grottaminarda, 1º settembre 1896 – Roma, 7 ottobre 1968), è stata un'attrice italiana.

## Biografia
Nel cinema lavorò con attori come Totò, Vittorio De Sica, Marcello Mastroianni e Vittorio Gassman.

## Filmografia parziale
- Quei due, regia di Gennaro Righelli (1935)
- I fratelli Castiglioni, regia di Corrado D'Errico (1937)
- In campagna è caduta una stella, regia di Eduardo De Filippo (1940)
- Le due sorelle, regia di Mario Volpe (1950)
- Donne proibite, regia di Giuseppe Amato (1953)
- Totò cerca pace, regia di Mario Mattoli (1954)
- Il porto della speranza, regia di Enzo Liberti (1955)
- Il coraggio, regia di Domenico Paolella (1955)
- I sogni nel cassetto, regia di Renato Castellani (1956)
- Mi permette babbo!, regia di Mario Bonnard (1956)
- Peccato di castità, regia di Gianni Franciolini (1956)
- Guardia, guardia scelta, brigadiere e maresciallo, regia di Mauro Bolognini (1956)
- I dritti, regia di Mario Amendola (1957)
- Marisa la civetta, regia di Mauro Bolognini (1957)
- I soliti ignoti, regia di Mario Monicelli (1958)
- Tutti innamorati, regia di Giuseppe Orlandini (1958)
- Le dritte, regia di Mario Amendola (1958)
- Giovani mariti, regia di Mauro Bolognini (1958)
- Il nemico di mia moglie, regia di Gianni Puccini (1959)
- Audace colpo dei soliti ignoti, regia di Nanni Loy (1959)
- Le motorizzate, regia di Marino Girolami (1963)

## Prosa radiofonica
- Ventiquattr'ore di un uomo qualunque di Ernesto Grassi, regia di Peppino De Filippo, trasmesso il 3 ottobre 1955.